# Systropha maroccana
Systropha maroccana är en biart som beskrevs av Warncke 1977. Systropha maroccana ingår i släktet Systropha och familjen vägbin. Inga underarter finns listade i Catalogue of Life.